# Ґері Гант
Ґері Гант (фр. Gary Hunt, 11 червня 1984) — французький і британський стрибун у воду.
Чемпіон світу з водних видів спорту 2015, 2019 років, призер 2013 року.
.